# Herb gminy Grunwald
Herb gminy Grunwald – symbol gminy Grunwald.

## Wygląd i symbolika
Herb przedstawia na tarczy w polu zielonym dwa złote miecze w słup. Jest to nawiązanie do bitwy pod Grunwaldem i tzw. mieczy grunwaldzkich oraz do nazwy miejscowości.